# Glenn Van Asten
Glenn Van Asten (16 juni 1987) is een Belgische voetballer.  

## Carrière
Van Asten is een middenvelder die in zijn jeugd was aangesloten bij Westerlo maar in 2004 overging naar KSK Heist.
Bij Heist werd hij in 2007 in het eerste elftal opgenomen. In twee seizoenen scoorde hij er respectievelijk 21 en 15 keer, waardoor er interesse kwam. Voor de neus van FC Eindhoven kaapte Westerlo hem weg en bood hem een profcontract aan. Eerst werd hij gezien als een aankoop voor de toekomst en was er sprake van een uitleenbeurt aan tweedeklasser OH Leuven, maar al snel mocht Van Asten debuteren in eerste klasse. Voor het seizoen 2010-2011 wordt hij terug uitgeleend aan KSK Heist. Daar speelt hij als aanvallende middenvelder achter de spitsen.
Hij wisselde KVC Houtvenne in 2021 voor KVC Lille United uit derde nationale. Na een seizoen ging hij spelen voor KFC Bevel waarmee hij in tweede provinciale uitkwam.

## Spelers statistieken
| seizoen   | club               | land   | klasse                       | wedst | goals |
| --------- | ------------------ | ------ | ---------------------------- | ----- | ----- |
| 2003-2004 | KSK Heist          | België | Vierde klasse                | 1     | 0     |
| 2004-2005 | KSK Heist          | België | Vierde klasse                | 18    | 4     |
| 2005-2006 | KSK Heist          | België | Vierde klasse                | 26    | 7     |
| 2006-2007 | KSK Heist          | België | Vierde klasse                | 30    | 6     |
| 2007-2008 | KSK Heist          | België | Vierde klasse                | 30    | 21    |
| 2008-2009 | KSK Heist          | België | Vierde klasse                | 28    | 15    |
| 2009/10   | KVC Westerlo       | België | Jupiler League               | 12    | 1     |
| 2009/10   | KVC Westerlo       | België | Play-Off II A                | 4     | 0     |
| 2010-2011 | → KSK Heist (huur) | België | Tweede klasse                | 33    | 6     |
| 2011-2012 | KFC Oosterzonen    | België | Vierde klasse                | 28    | 12    |
| 2012-2013 | KVC Houtvenne      | België | Eerste Provinciale Antwerpen | 30    | 21    |
| 2013-2014 | KVC Houtvenne      | België | Eerste Provinciale Antwerpen | 30    | 10    |
| 2014-2015 | KFC Duffel         | België | Vierde klasse                | 26    | 4     |
| 2015-2016 | KVC Houtvenne      | België | Eerste Provinciale Antwerpen | 29    | 16    |
| 2016-2017 | KVC Houtvenne      | België | 3de Klasse Amateurs          | 5     | 4     |
|           |                    |        | Totaal                       | 330   | 101   |

Laatst bijgewerkt 05-10-16